# Islands (píseň, Mike Oldfield)
„Islands“ je píseň britského multiinstrumentalisty Mika Oldfielda. Vydána jako jeho dvacátý třetí singl v září 1987 a v britské hudební hitparádě se umístila nejlépe na 100. místě.
Singl pochází z Oldfieldova alba Islands vydaného ve stejnou dobu. Píseň „Islands“ zpívá zpěvačka Bonnie Tylerová. B stranu singlu zabírá instrumentální skladba „The Wind Chimes (Part One)“, která na albu tvoří úvodní část kompozice „The Wind Chimes Parts One & Two“.
Existuje rovněž EP verze singlu na dvanáctipalcové desce. Od sedmipalcové varianty se liší prodlouženou verzí písně „Islands“ a přidanou písní „When the Nights on Fire“ z alba Islands, zpívanou Anitou Hegerland.

## Seznam skladeb
7" verze
1. „Islands“ (Oldfield) – 4:18
2. „The Wind Chimes (Part One)“ (Oldfield) – 2:24

12" verze
1. „Islands“ (Oldfield) – 5:35
2. „When the Nights on Fire“ (Oldfield) – 6:40
3. „The Wind Chimes (Part One)“ (Oldfield) – 2:24